# Rete tranviaria di Brest
La rete tranviaria di Brest era una piccola rete tranviaria che venne dismessa nel 1944 e in seguito sostituita da una filovia. Si componeva di 3 linee per il servizio urbano di Brest, importante città del dipartimento di Finistère; interessava i quartieri di Saint-Marc, Lambézellec e Saint-Pierre.

## Storia

### Premesse

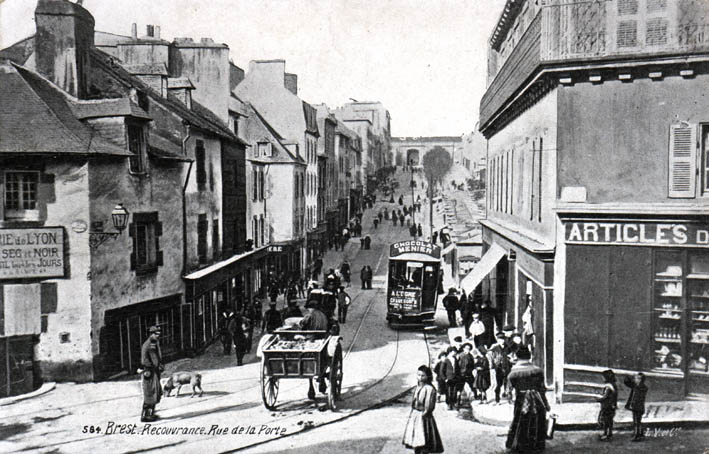
Tram a rue de la Porte Recouvrance

Nel 1865 vennero proposti vari tentativi di un trasporto pubblico mediante omnibus e vetture a trazione equina. Questi mezzi raggiunsero il numero di 25 entro il 1882. Gli omnibus a cavalli percorrevano la strada tra la porta Recouvrance e la conurbazione di Saint-Marc gestiti, tra il 1873 e il 1876 da un certo signor Galliou e, tra il 1895 e il 1898, dal signor Gabriel Hérodote.
Nel 1895 nacque un progetto di tranvia elettrica al servizio di Brest nonostante le perplessità e i timori in relazione alla topografia della città le cui vie erano piuttosto strette e in alcuni casi presentavano pendenze del 7%.
Il progetto si concretizzò comunque il 16 marzo 1897 mediante la creazione della Compagnie des tramways électriques de Brest, presso il notaio Lavirotte di Lione, da parte di Gabriel Hérodote (già gestore del servizio di omnibus a trazione equina) e di Étienne Laval, un proprietario di Éveux. In seguito alla dichiarazione di pubblica utilità della rete (convenzione del 26 e 28 aprile 1898 ratificata con decreto del 9 giugno 1898) avvenne l'apertura, il 12 giugno del 1898, della prima parte della rete e la messa in servizio si concluse, il 21 aprile 1900, con l'apertura della terza linea.
Hérodote divenne anche direttore della Société anonyme des tramways électriques du Finistère, concessionaria della linea tranviaria da Brest a Conquet inaugurata nel 1903.

### Declino e chiusura
Acclamato alla sua inaugurazione, il tram, soprannominato localmente il "pericolo giallo", venne in seguito criticato per le stesse ragioni dell'inizio: le strade strette e l'eccessiva pendenza. 
Nel primo dopoguerra il tram dovette affrontare la concorrenza dell'automobile. Intorno al 1930 iniziarono i primi tagli delle parti di linea meno frequentate: il servizio venne interrotto tra la stazione e il porto commerciale e tra la zona Anatole France e il castello. La rete si fermò de facto nel 1944 in seguito ai bombardamenti della città durante la seconda guerra mondiale.
La rete tranviaria venne disarmata e rimpiazzata da una rete filoviaria a partire dal 1947.

## Rete
La rete venne realizzata a scartamento metrico ed era inizialmente costituita da due linee:
- linea 1, dalla via Inkermann a Saint-Pierre-Quilbignon, attraverso rue de Paris, place de la Liberté, rue de Siam, pont de Recouvrance, vie del Ponte e della Porta, la porta di Conquet e rue de Brest, con andamento, approssimato, lungo la direttrice est-ovest
- linea 2, dalla porta del commercio a Kérinou, attraverso le rampe, la stazione di Brest e delle Chemins de fer départementaux du Finistère, la porta Foy, le vie della Mairie, di Fautras e di Porsmoguer, con un andamento perpendicolare alla linea 1

Alcuni prolungamenti furono presto dichiarati di pubblica utilità e costruiti:
- prolungamento della linea 2 verso il quinto bacino del porto commerciale e poi fino all'impianto del gas
- prolungamenti della linea 2 fino a Lambézellec
- prolungamenti delle linee 1 e 2 per via d'Algésiras e la place des Portes

Infine venne aperta una terza linea:
- linea 3, dalla piazza del castello di Brest alla chiesa di San Marco, attraversando il boulevard de la Marine, la via Louis-Pasteur, la place des Portes e la rue de Paris

Il deposito tranviario, le officine e la centrale elettrica si trovavano a Kérinou, nell'area ove sorge il mercato.

## Materiale rotabile
Il parco comprendeva 30 motrici a due assi con piattaforme di estremità aperte e accesso laterale. Nel 1940 il parco venne integrato con quattro unità provenienti dalla rete tranviaria di Strasburgo.

## Galleria d'immagini

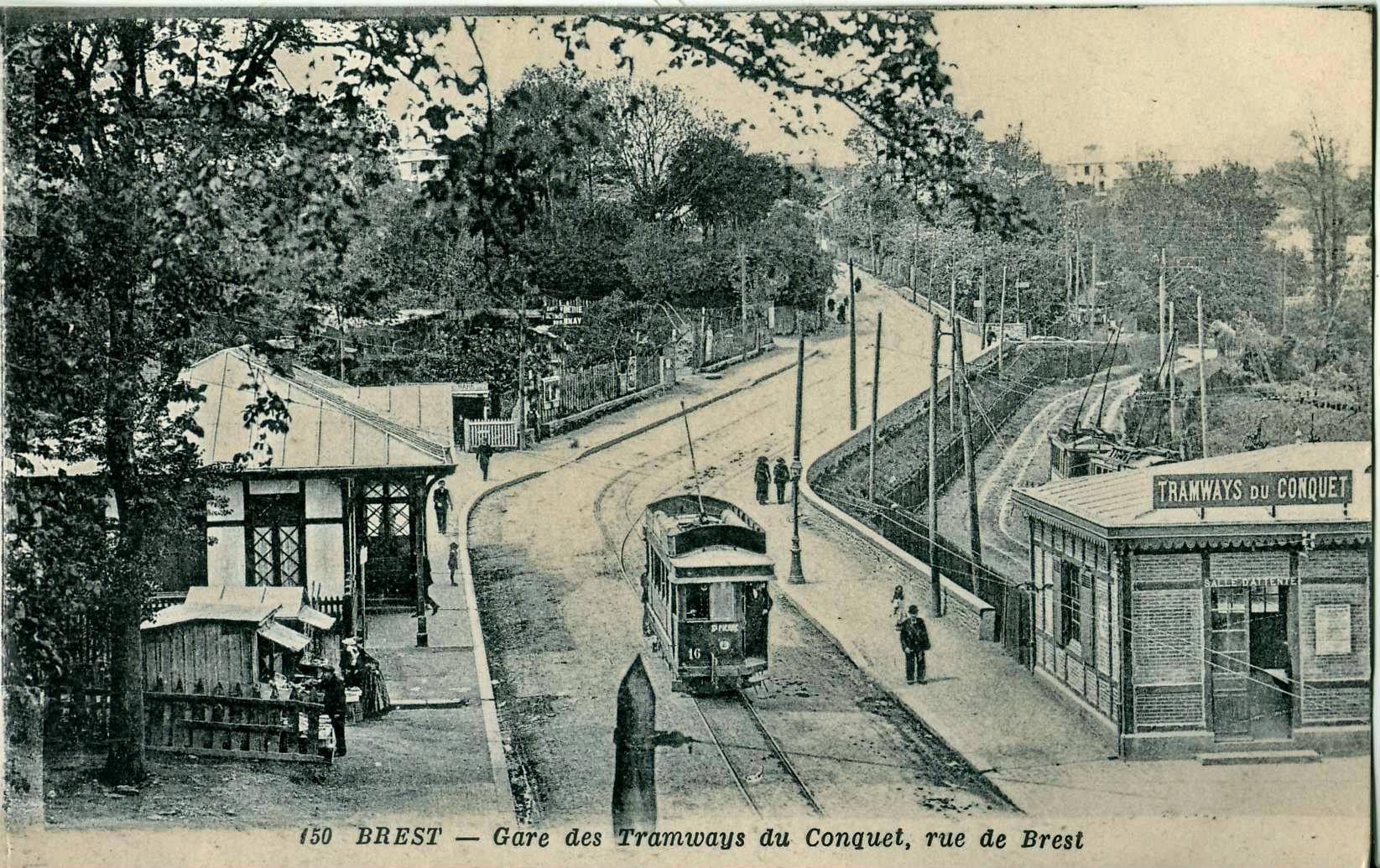
Un tram urbano in sosta alla stazione della tranvia extraurbana per Conquet
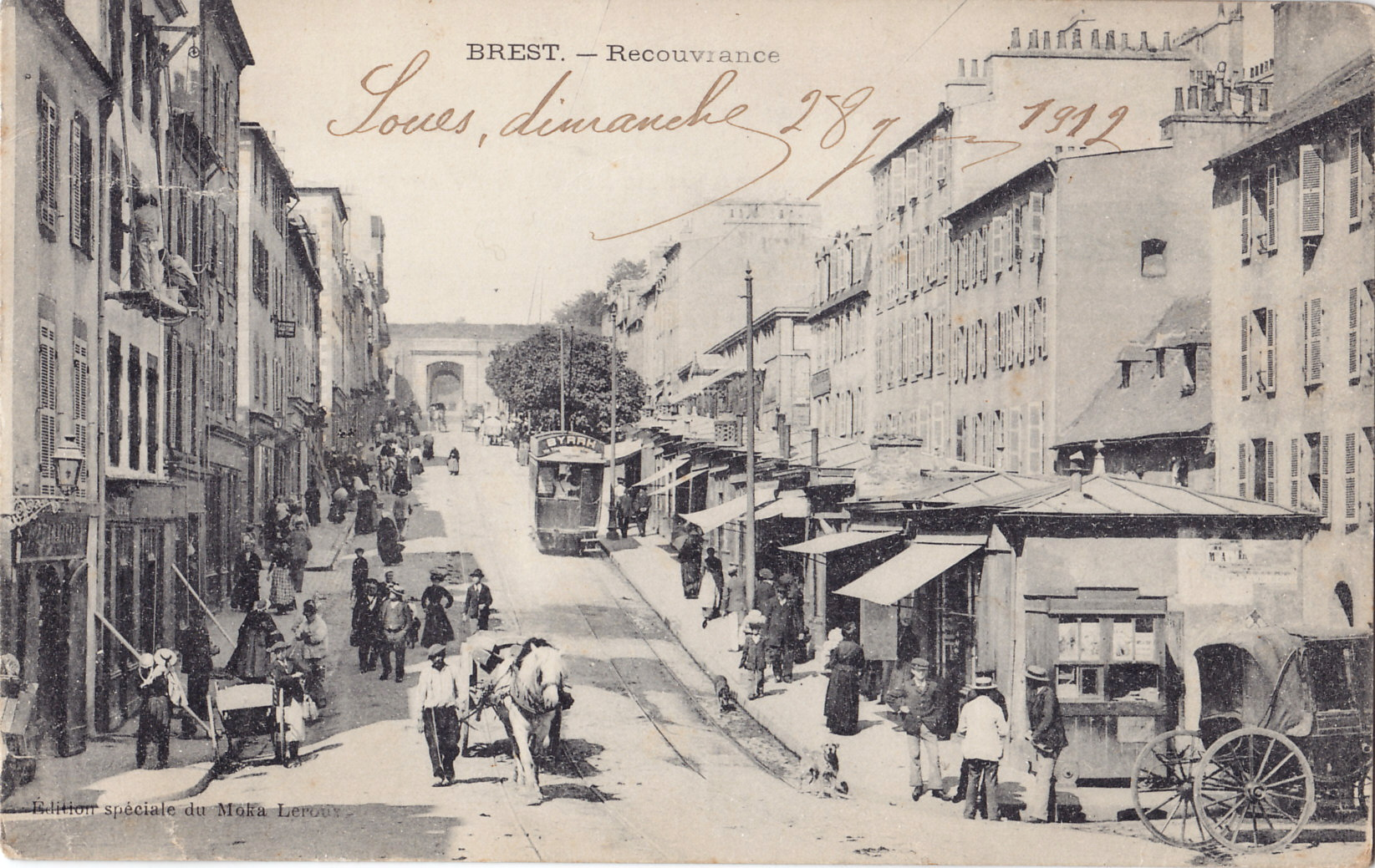
Il tram a Recouvrance
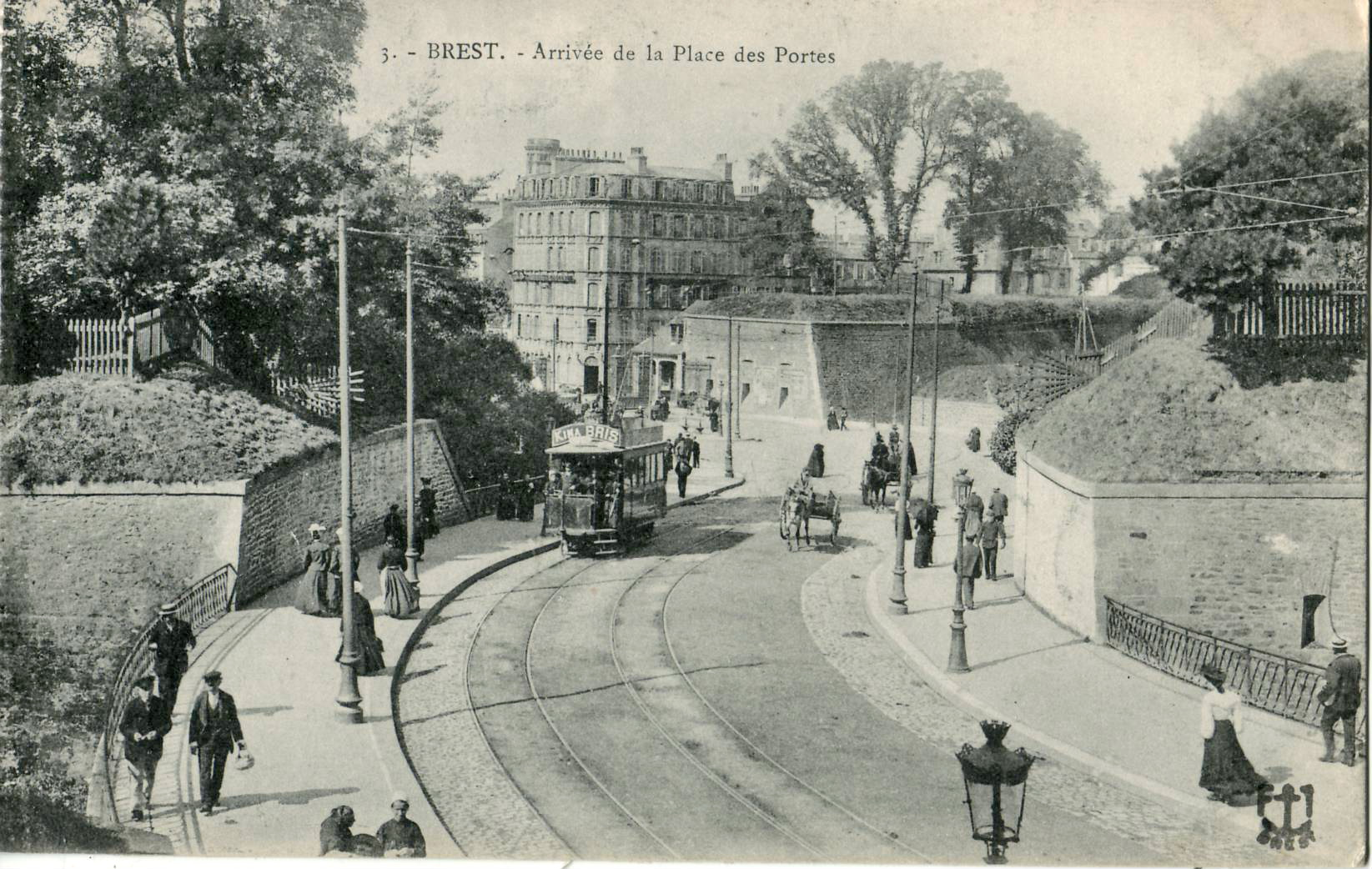
Arrivo del tram a place des Portes
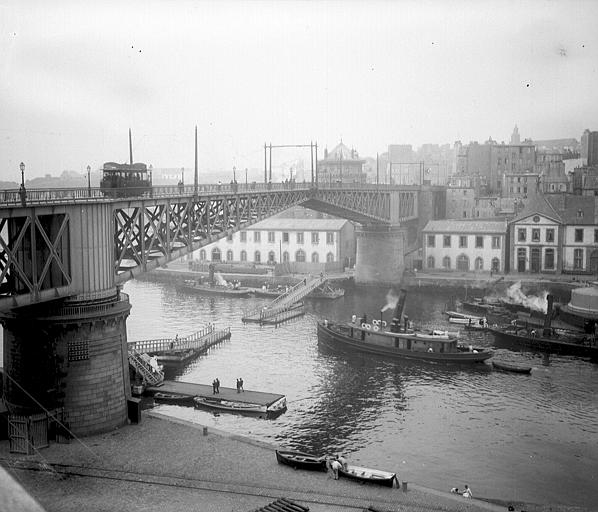
Un tram sul pont National di Brest